# Dubský potok (přítok Blanice)
Dubský potok je levostranný přítok řeky Blanice protékající okresy Strakonice a Prachatice. Délka toku činí 13,7 km. Plocha povodí měří 67,6 km².

## Průběh toku
Pramení v Bavorovské vrchovině na jižním svahu Červené (640 m), 1 km východně od Stříteže v nadmořské výšce 573 m. Protéká přes Čepřovice, Bohunice, Javornici a Dub. Do Blanice ústí u Blaničky v nadmořské výšce 435 m.

### Větší přítoky
- pravé – Čepřovický potok, Podhorský potok, Černý potok

## Vodní režim
Průměrný průtok u ústí činí 0,29 m³/s.